# Onze-Lieve-Vrouw-Hemelvaartkerk (De Moeren)
De Onze-Lieve-Vrouw-Hemelvaartkerk (Frans: Notre-Dame de l'Assomption) is de parochiekerk van de plaats De Moeren, behorend tot de gemeente Gijvelde, in het Franse Noorderdepartement. 

## Geschiedenis
In 1631 werd de eerste kerk ingewijd van wat toen Moerekerke heette. In 1646 werd de polder echter geïnundeerd, om deze te verdedigen tegen de Fransen, en kwam ook de kerk onder water. Tot 1650 huisden er rovers en deserteurs. In 1826, na de definitieve drooglegging, werd opnieuw een kerk gebouwd. De Eerste Wereldoorlog deed ook deze kerk verdwijnen. Een nieuwe kerk, de derde, werd gebouwd in 1931. Deze werd deels verwoest in 1940, tijdens de Tweede Wereldoorlog, en hersteld in 1949.
Het is een driebeukige bakstenen kerk met halfingebouwde toren.